# 勒卡巴尼亚勒
勒卡巴尼亚勒（法語：Le Cabanial，法語發音：[lə kabanjal]）是法国上加龙省的一个市镇，属于图卢兹区。

## 地理
勒卡巴尼亚勒（43°30'56"N, 1°52'29"E）面积8.47 平方千米，位于法国奧克西塔尼大區上加龙省，该省份为法国西南部内陆省份，西南端与西班牙接壤，自此顺时针与上比利牛斯省、热尔省、塔恩-加龙省、塔恩省、奥德省和阿列日省接壤。
与勒卡巴尼亚勒接壤的市镇（或旧市镇、城区）包括：屈克图尔扎、穆藏、旺迪内勒河畔欧里亚克、圣费利克斯洛拉盖、圣朱利亚。

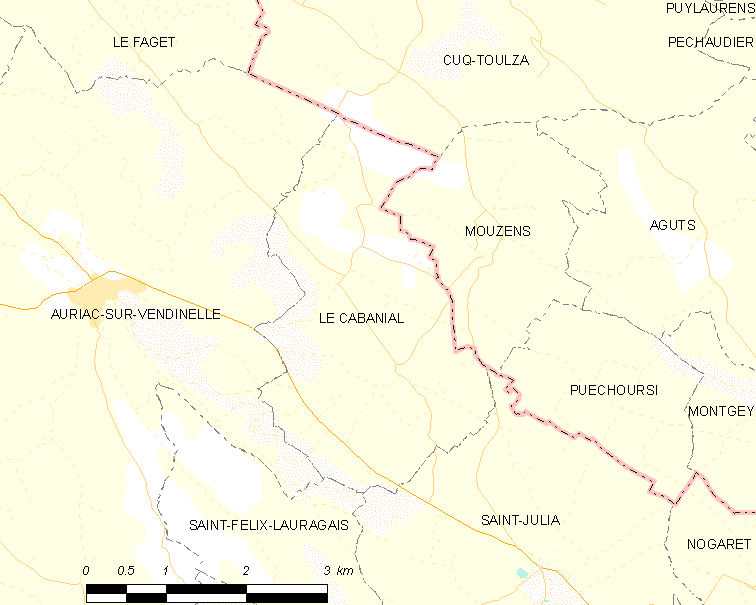
勒卡巴尼亚勒的OSM定位图

勒卡巴尼亚勒的时区为UTC+01:00、UTC+02:00（夏令时）。

## 行政
勒卡巴尼亚勒的邮政编码为31460，INSEE市镇编码为31097。

## 政治
勒卡巴尼亚勒所属的省级选区为勒韦勒县。

## 人口

1962-2008年间勒卡巴尼亚勒人口变化图示

勒卡巴尼亚勒于2022年1月1日时的人口数量为468人。